# Jurki (gromada)
Jurki – dawna gromada, czyli najmniejsza jednostka podziału terytorialnego Polskiej Rzeczypospolitej Ludowej w latach 1954–1972.
Gromady, z gromadzkimi radami narodowymi (GRN) jako organami władzy najniższego stopnia na wsi, funkcjonowały od reformy reorganizującej administrację wiejską przeprowadzonej jesienią 1954 do momentu ich zniesienia z dniem 1 stycznia 1973, tym samym wypierając organizację gminną w latach 1954–1972.
Gromadę Jurki z siedzibą GRN w Jurkach utworzono – jako jedną z 8759 gromad na obszarze Polski – w powiecie morąskim w woj. olsztyńskim na mocy uchwały nr 17 WRN w Olsztynie z dnia 4 października 1954. W skład jednostki weszły obszary dotychczasowych gromad Łączno, Niebrzydowo Wielkie i Jurki ze zniesionej gminy Królewo w tymże powiecie. Dla gromady ustalono 15 członków gromadzkiej rady narodowej.
1 stycznia 1958 do gromady Jurki włączono wieś Gulbity oraz osady Weryty Morąskie i Worytki ze zniesionej gromady Bogaczewo w tymże powiecie.
1 stycznia 1960 do gromady Jurki włączono wieś Strużyna oraz osady Niebrzydowo Małe i Stabuniki ze zniesionej gromady Strużyna w tymże powiecie.
Gromadę zniesiono 30 czerwca 1968, a jej obszar włączono do gromady Morąg w tymże powiecie.